# パウル・ベン＝ハイム

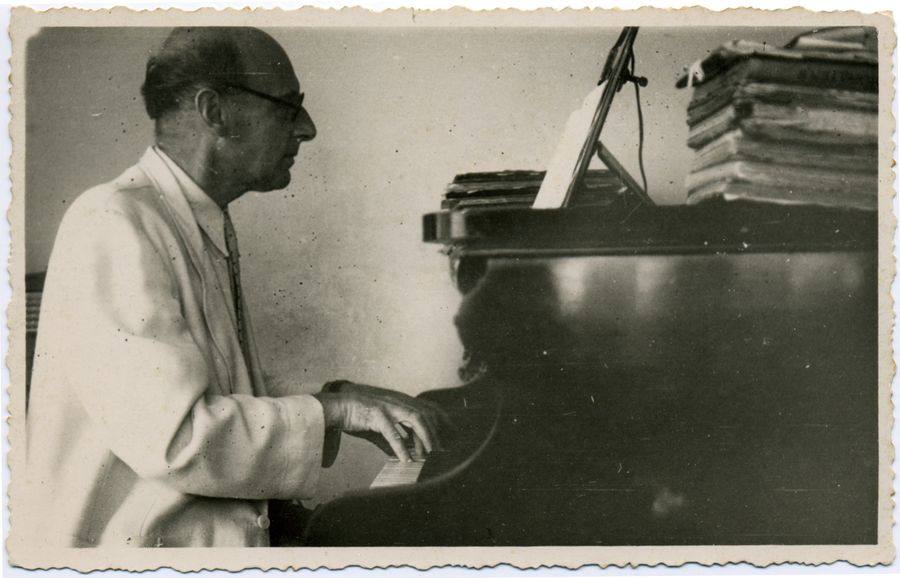
パウル・ベン＝ハイム

パウル・ベン＝ハイム（ヘブライ文字:פאול בן חיים, ラテン文字:Paul Ben-Haim、1897年7月5日 - 1984年1月20日）は、イスラエルの作曲家。

## 生涯
ドイツのミュンヘンで、パウル・フランケンブルガー（Paul Frankenburger）として生まれる。1920年から1924年までブルーノ・ワルターとハンス・クナッパーツブッシュの助手であった。1924年から1931年までアウクスブルクで指揮者を務めたのち、作曲と教育に専念した。
1933年にパレスチナに移住し、名前をヘブライ語風に改めた。1948年のイスラエルの独立とともに、イスラエル国民となった。作品には室内楽、合唱、管弦楽、独奏曲、歌曲がある。ユダヤ民族音楽を特に擁護したが、自身の作風は後期ロマン派に中東の要素を備えたもので、エルネスト・ブロッホとも共通性があるものだった。1957年にイスラエル賞を受賞した。
教え子にはベン＝ツィオン・オルガド、アミ・マヤーニ（Ami Maayani）、ノアム・シェリフ（Noam Sheriff）などがいる。

## 文献
- Hadassah Guttmann (הדסה גוטמן‎), The Music of Paul Ben-Haim: A Performance Guide London: Scarecrow Press, 1992
- Jehoash Hirshberg, Ben-Haim's Biography, IMI, 1990, Tel Aviv